# Coop Norge
Coop Norge AS är ett norskt kooperativt bolag som ägs av 177 konsumentföreningar och har mer än en miljon medlemmar.

## Historia
Den 27 juni 1906 grundades Norges Kooperative Landsforening (NKL), vilken sedermera bytte namn till Coop NKL, och därefter till Coop Norge.
Mellan 2007 och 2008 var Coop NKL delägare i den skandinaviska matvarukoncernen Coop Norden och Coop Norge ett av dess dotterbolag.

## Organisation
Coop Norge AS är de norska konsumentföreningarnas representant i offentliga organ. Coop-butikerna drivs av självständiga kooperativ.
Varuleveranser, kedjeverksamhet och marknadsföring sker genom Coop Norges dotterbolag Coop Norge Handel AS. Därtill äger Coop Norge dotterbolaget Coop Eiendom AS, som är ett av Norges största fastighetsbolag. Tillsamman med sina finländska och danska systerorganisationer, äger Coop Norge inköpsbolaget Coop Trading A/S, som bildades den 19 december 2007.

## Märken

### Mataffärer
- Obs är de största butikerna, varav det finns 24 i Norge; här finns det även varor som vanligtvis inte finns i mataffärer.
- Coop Mega är stora snabbköpsbutiker.
- Coop Prix är lågprisaffärer med färre produkter och lägre priser.
- Extra är stora lågprisaffärer med lägre priser.
- Coop Marked är ett snabbköp, och har minst antal varor, men har vissa produkter som vanligtvis inte finns i mataffärer.
- Matkroken är ett snabbköp, och har minst antal varor, i likhet med Coop Marked.

### Andra affärer
- Coop Elektro är Coops vitvarukedja.
- Coop Byggmix har byggvaror.
- Obs Bygg har byggvaror, verktyg och vanligen egen trävarumarknad.
- Extra Bygg har byggvaror och verktyg.

### Produktmärken
- Coop
- X-tra är ett lågprismärke med varor som juice, bröd, sylt, ost och chips.
- Kellen är Coops lågprismärke med högre kvalitet än X-tra.
- Coop Änglamark är Coops varumärke för ekologiska produkter.
- Coop Kaffe har sedan 1954 varit Coops kaffemärke.
- Goman är ett bageri som ägs av Coop.
- Røra är ett varumärke för sylt och juice.